# Волков, Борис Михайлович (генерал)
Борис Михайлович Волков (1938—1994) — инженер-испытатель космодрома Байконур, первый заместитель начальника 12-го Главного управления Министерства обороны СССР (Российской Федерации), генерал-лейтенант. Внёс существенный вклад в вопросы организации и проведения испытаний ядерных боеприпасов, изучению их боевых свойств и подготовке специалистов в области атомного и ракетного оружия. Принимал участие в обеспечении пусков космических аппаратов специального назначения. Увлекался шахматами

## Биография
Родился 15 ноября 1938 года в деревне Ефаново. После окончания средней школы он был призван в армию.
В 1960 году закончил Саратовское артиллерийское техническое училище. Далее служил в 627-м ракетном полку (войсковой части № 44150) в Козельске в составе 198-й ракетной бригады, в мае 1961 года ставшей 28-й Гвардейской ракетной дивизией. Из-за взрыва ракеты Р-16, 627-й ракетный полк полк был передислоцирован из Козельска на космодром Байконур, 19 октября 1961 года полк переименован в 43-ю отдельную инженерно-испытательную часть. 13 июля 1962 года боевые расчёты части произвели первый пуск ракеты Р-16У из шахтно-пусковой установки.
В 1963 году Б. М. Волков поступил на Инженерный факультет Военной инженерной Академии имени Ф. Э. Дзержинского, которую окончил в 1968 году.
По окончании Академии он служил в структурах Министерства обороны СССР. Без отрыва от службы, в 1975 году Б. М. Волков окончил Командный факультет Военной инженерной Академии имени Ф. Э. Дзержинского.
С 1992 года он занимал должность Начальника штаба — первого заместителя Начальника 12-го Главного управления Министерства обороны Российской Федерации.
В 1993 году ему было присвоено воинское звание «генерал-лейтенант».
Погиб 31 мая 1994 года в автокатастрофе при исполнении служебных обязанностей. Похоронен в Москве на Кунцевском кладбище (уч. № 10).

## Награды
- Орден Красной Звезды,
- Орден «За службу Родине в Вооружённых силах СССР» III степени
- Медали.